# Оболенские-Белые
Оболе́нские-Бе́лые — русский княжеский род, одна из множества ветвей князей Оболенских. Происходят от носившего прозвище Белый князя Василия Константиновича Оболенского (XIX колено от Рюрика), сына Константина Семёновича Оболенского. Потомки Василия Константиновича писались Оболенские-Белые. Князь Василий Иванович имел 10 братьев, среди которых был его тезка по прозвищу Горенский.
Среди Оболенских-Белых наиболее известны:
- Оболенский-Белый, Глеб Васильевич — сын боярский и воевода Ивана Грозного.
- Оболенский-Белый, Иван Фёдорович Телица — сын боярский и голова Ивана Грозного.
- Оболенский-Белый, Алексей Андреевич — смоленский (1740—41) и архангельский (1741—43) губернатор.
- Оболенский-Белый, Василий Елисеевич — смоленский губернатор.